# Jilem (Jindřichův Hradec-i járás)
Jilem település Csehországban, a Jindřichův Hradec-i járásban. Jilem Horní Němčice, Zahrádky, Studená és Horní Meziříčko településekkel határos. Lakosainak száma 129 fő (2024. január 1.).

## Népesség
A település lakosságának változását az alábbi diagram mutatja:
| Lakosok száma | 267  | 259  | 250  | 188  | 139  | 120  | 125  | 123  | 125  | 129  |
|               | 1869 | 1890 | 1921 | 1950 | 1980 | 2001 | 2017 | 2019 | 2022 | 2024 |